# Rue des Grands-Augustins
 (décembre 2012).
Si vous disposez d'ouvrages ou d'articles de référence ou si vous connaissez des sites web de qualité traitant du thème abordé ici, merci de compléter l'article en donnant les références utiles à sa vérifiabilité et en les liant à la section « Notes et références ».
La rue des Grands-Augustins est située dans le 6e arrondissement de Paris.

## Situation et accès
D’une largeur de 10 mètres, elle mesure 213 mètres du 51, quai des Grands-Augustins au 52, rue Saint-André-des-Arts.

## Origine du nom
La voie doit son nom au couvent des Grands-Augustins qui occupait — côté pair — toute sa longueur, du quai des Grands-Augustins jusqu’à la rue Christine et s'étendait jusqu'à la rue Dauphine.

## Historique

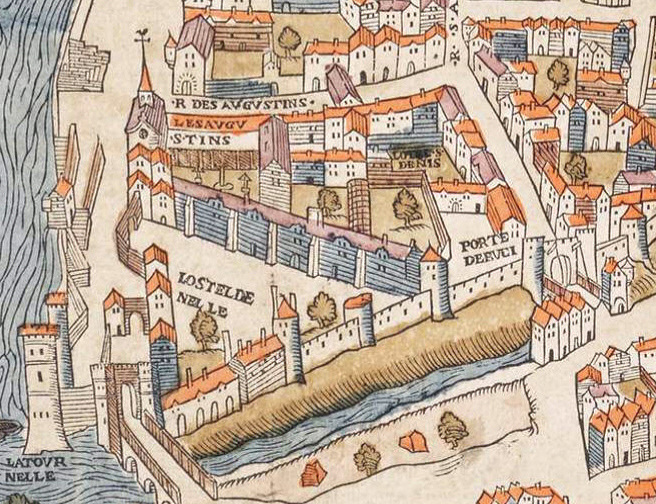
La rue et le couvent des Augustins (haut de l'image) sur le plan de Truschet et Hoyau (1550).

Cette voie portait en 1269 le nom de « rue de l'Abbé-de-Saint-Denis ».
Vers 1280-1300, elle est citée dans Le Dit des rues de Paris de Guillot de Paris sous la forme « rue a l'Abé Saint-Denis ». Elle se nomme, ensuite, « rue du Collège-Saint-Denis et des Charités-Saint-Denis », en raison du collège fondé par Mathieu de Vendôme.
Elle est citée sous le nom de « rue des Augustins» dans un manuscrit de 1636.
C’est dans cette rue qu’habita, lors de son arrivée à Paris, en juin 1791, avec le cortège qui ramenait la famille royale à Paris, Jean-Baptiste Drouet, le maître de poste de Sainte-Ménehould qui avait arrêté Louis XVI à Varennes et qui devint député à la Convention.
Une décision ministérielle du 13 fructidor an VII, signée Quinette, avait fixé à 8 mètres la moindre largeur de la rue des Grands-Augustins. Cette largeur a été portée à 10 mètres en vertu d'une ordonnance royale du 22 août 1840.

## Bâtiments remarquables et lieux de mémoire
- No 25 : se trouve par erreur une plaque indiquant que Jean de La Bruyère vécut là de 1676 à 1691 ; il habitait en fait au 26. Augustin Thierry habita par contre ce même immeuble de 1820 à 1830, puis Henri Heine en 1841. C'est là aussi que s'ouvrit le premier restaurant Le Catalan, tenu par un certain Arnau (sans d), découvert en 1941 par Pablo Picasso qui habitait presque en face. Ce fut la cantine des artistes voisins pendant toute l'Occupation : Robert Desnos, Nusch et Paul Éluard, Zette et Michel Leiris, Germaine et Georges Hugnet, Sonia Mossé, Claude Mauriac, etc.
- No 23 : hôtel des Charités-Saint-Denis au XVIIe siècle.
- No 21 : Émile Littré y est né le 1er février 1801. Une plaque lui rend hommage (la date de naissance est erronée).
- No 20 : maison d'enfance du compositeur Charles Gounod.
- No 19 : ancien hôtel de Saint-Cyr ( Inscrit MH (2004)), de 1742[3], réalisé par l'architecte Pierre Vigné de Vigny.
- No 16 : second restaurant Le Catalan, ouvert le 9 avril 1948 par le nouveau propriétaire (Maurice Desailly, mandataire des Halles) et décoré par l'ex-dadaïste Georges Hugnet : le Tout-Paris s'y presse jusque dans les années 1970.
- No 15 : le peintre Kéou Nishimura y a vécu. Une plaque lui rend hommage.
- No 13 : maison de thé Mariage Frères.
- No 12 : le mathématicien Pierre-Simon de Laplace y demeura  en 1802.
- No 9 : dans cet immeuble se trouvait la Librairie de la Faculté de théologie, chez Méquignon Junior
- No 8 : sur la façade de l'immeuble, on peut voir une des plaques de nivellement de la Ville de Paris les mieux conservées. Elle indique 66,50 m au-dessus du niveau de la mer. On peut également voir la trace d'une des lanternes à huile posées dans des petites niches murales, protégées par des portillons fermés à clé destinées à sécuriser la ville après l’arrêt du 29 octobre 1558.
- Nos 5 et 7 :  endroit où se trouvait l’hôtel d'Hercule démoli en 1675. On a ensuite bâti l'hôtel de Savoie. Cet immeuble, qui a encore une belle cour, fut partagé à partir du XVIIe siècle entre les deux branches cadettes de la maison de Savoie : le 5 revint aux Savoie-Carignan (c’est encore un bel hôtel). On remarque une plaque qui rappelle qu’Honoré de Balzac situa dans cet immeuble l’atelier du peintre Frenhofer de sa nouvelle Le Chef-d'œuvre inconnu, que Pablo Picasso illustra près d’un siècle plus tard en y installant son atelier de 1937 à la fin de la Seconde Guerre mondiale. Il y produisit son célèbre tableau Guernica. Jean-Louis Barrault tint son théâtre expérimental dans ce Grenier des Augustins de 1935 à 1936. Il y hébergea le Groupe Octobre de Jacques Prévert, auquel participaient entre autres Sylvain Itkine, Marcel Mouloudji et Raymond Bussières. S’y tinrent en 1936 plusieurs conférences du mouvement Contre-attaque dirigé par Georges Bataille avec André Breton, dont une cérémonie pour commémorer la décollation de Louis XVI. Propriété de la Chambre des huissiers de justice de la Seine, le Grenier héberge depuis 2002, à titre gracieux, le Comité national pour l’éducation artistique (CNEA)[4],[5],[6]. L'atelier lithographique Desmaisons et la librairie et maison d'édition Delarue y eurent leurs sièges au XIXe siècle.
- No 3 : Cette demeure était déjà propriété des Savoie-Nemours en 1628. C'est dans ce couvent qu'Henri III fonda l'ordre des Chevaliers du Saint-Esprit (ordre du Saint-Esprit), le 1er janvier 1579. C'est également en ce lieu que Louis XIII fut intronisé le soir même de l'assassinat de son père Henri IV, tandis que sa mère Marie de Médicis était nommée régente. S'y tenaient également des séances du Parlement de Paris. À cette adresse demeurèrent le peintre Robert Delaunay et sa femme Sonia à partir de 1910[7]. Ils y hébergèrent Guillaume Apollinaire en 1912. Sonia Delaunay illustra plusieurs ouvrages de Blaise Cendrars.
- Nos 2 et 4 : emplacement du chevet de l'église du couvent des Grands-Augustins jusqu'à sa démolition en 1797, du Marché de la Vallée de 1809 à 1867 puis d'une entrée d'un dépôt de la Compagnie générale des Omnibus jusqu'en 1912, date de construction de l'immeuble actuel où est établie depuis 1997 la résidence hôtelière Les Citadines[8].
- No 1 : le bâtiment, situé au coin de la rue des Grands-Augustins et du quai des Grands-Augustins, est du XVIIIe siècle. On y trouve le restaurant Lapérouse, fondé en 1766[9], qui a gardé ses poutres d’origine. Le peintre Denis-Sébastien Leroy y réside avec sa femme et sa fille.

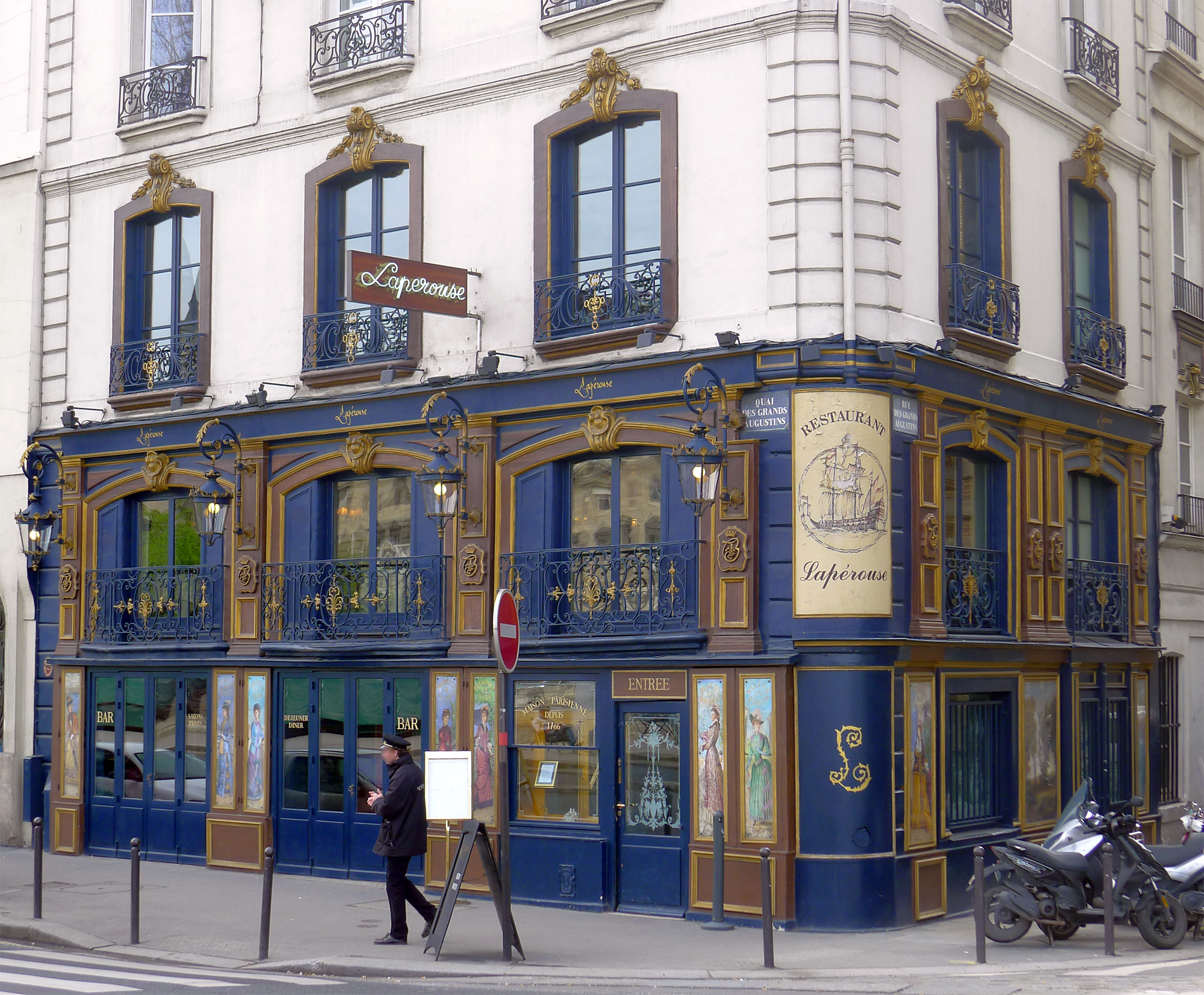
N°1 : le restaurant Lapérouse vu du quai des Grands-Augustins.
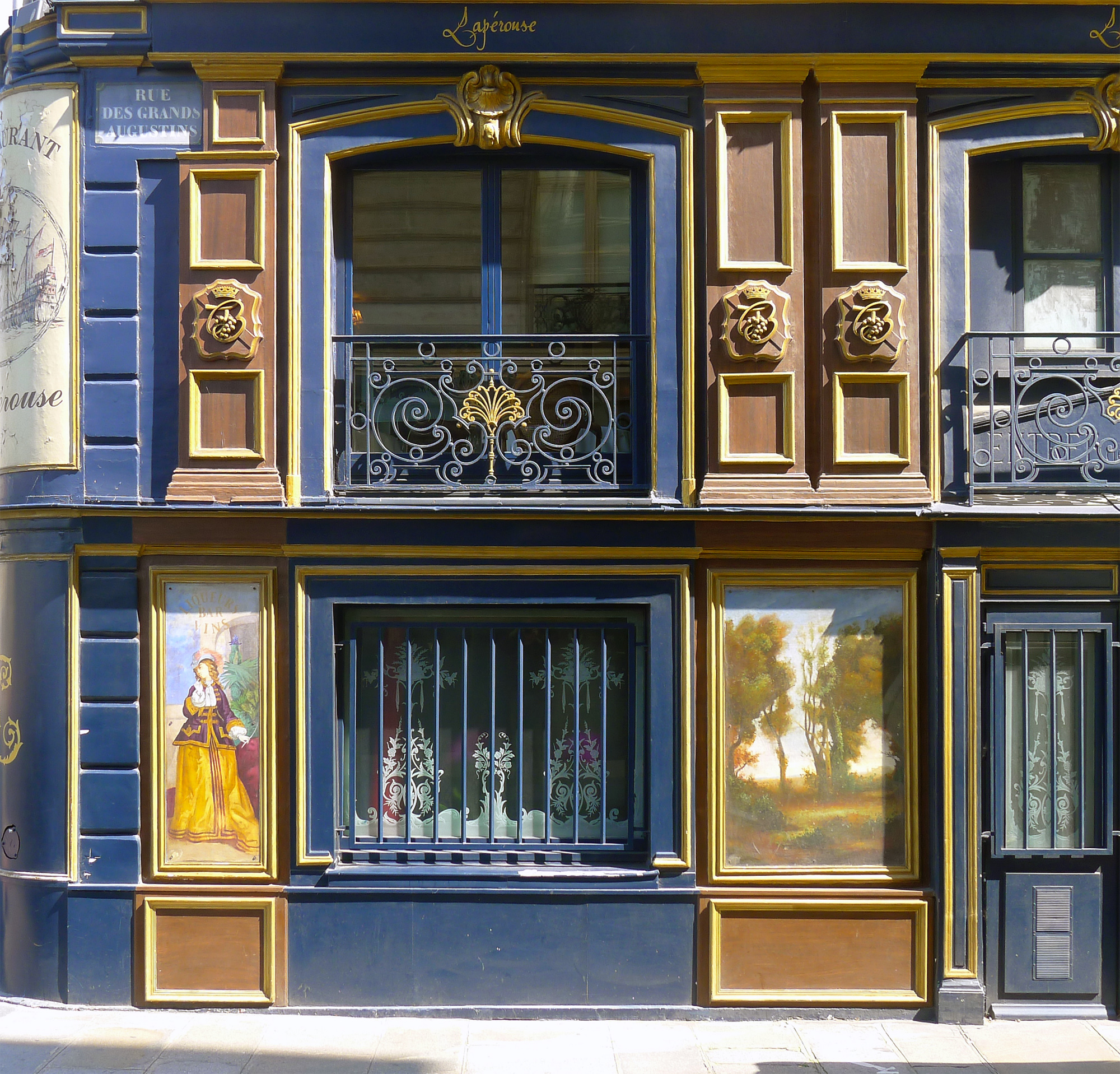
Façade, côté rue des Grands-Augustins.
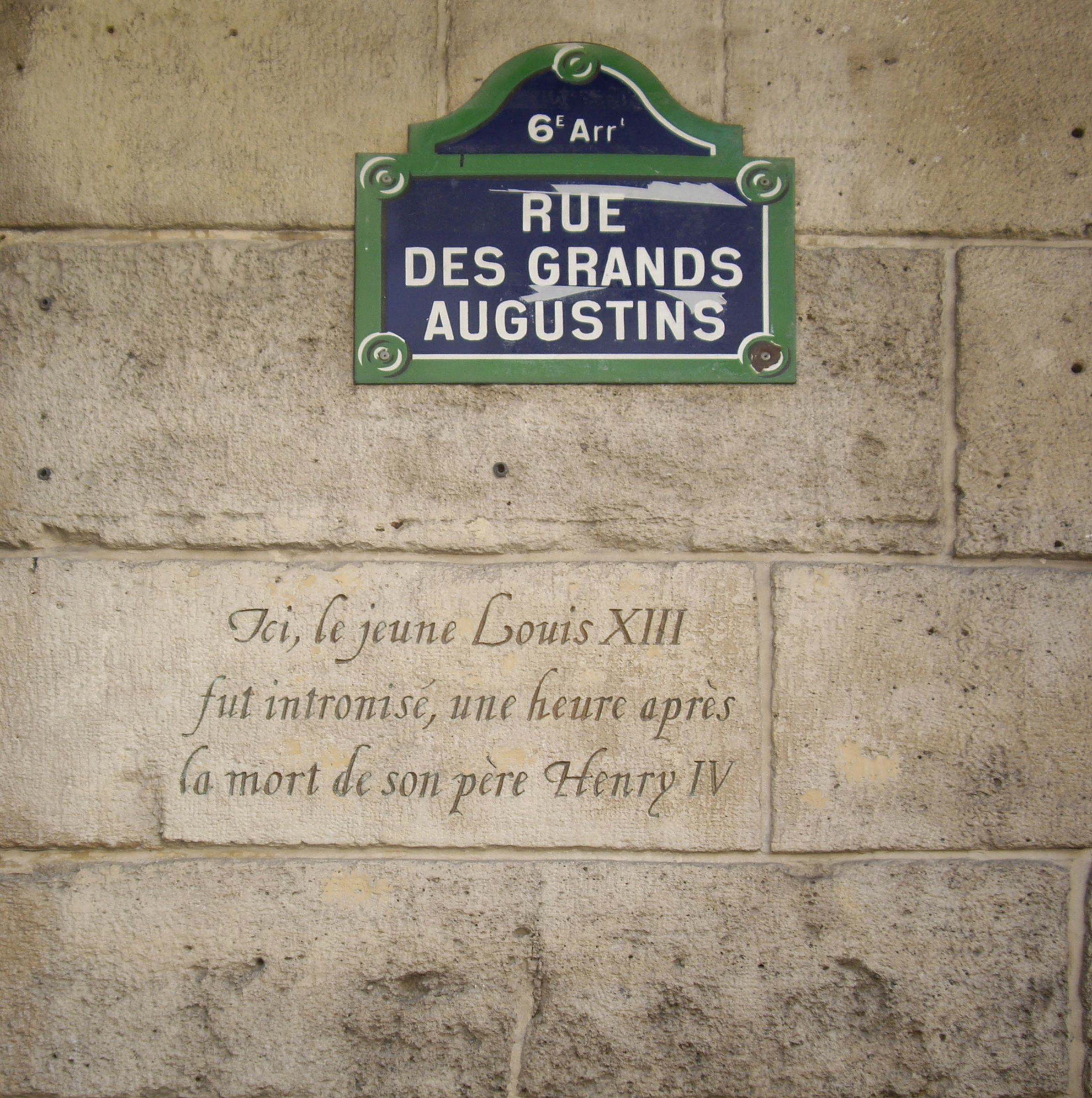
N°3 : Inscription commémorative au no 3.
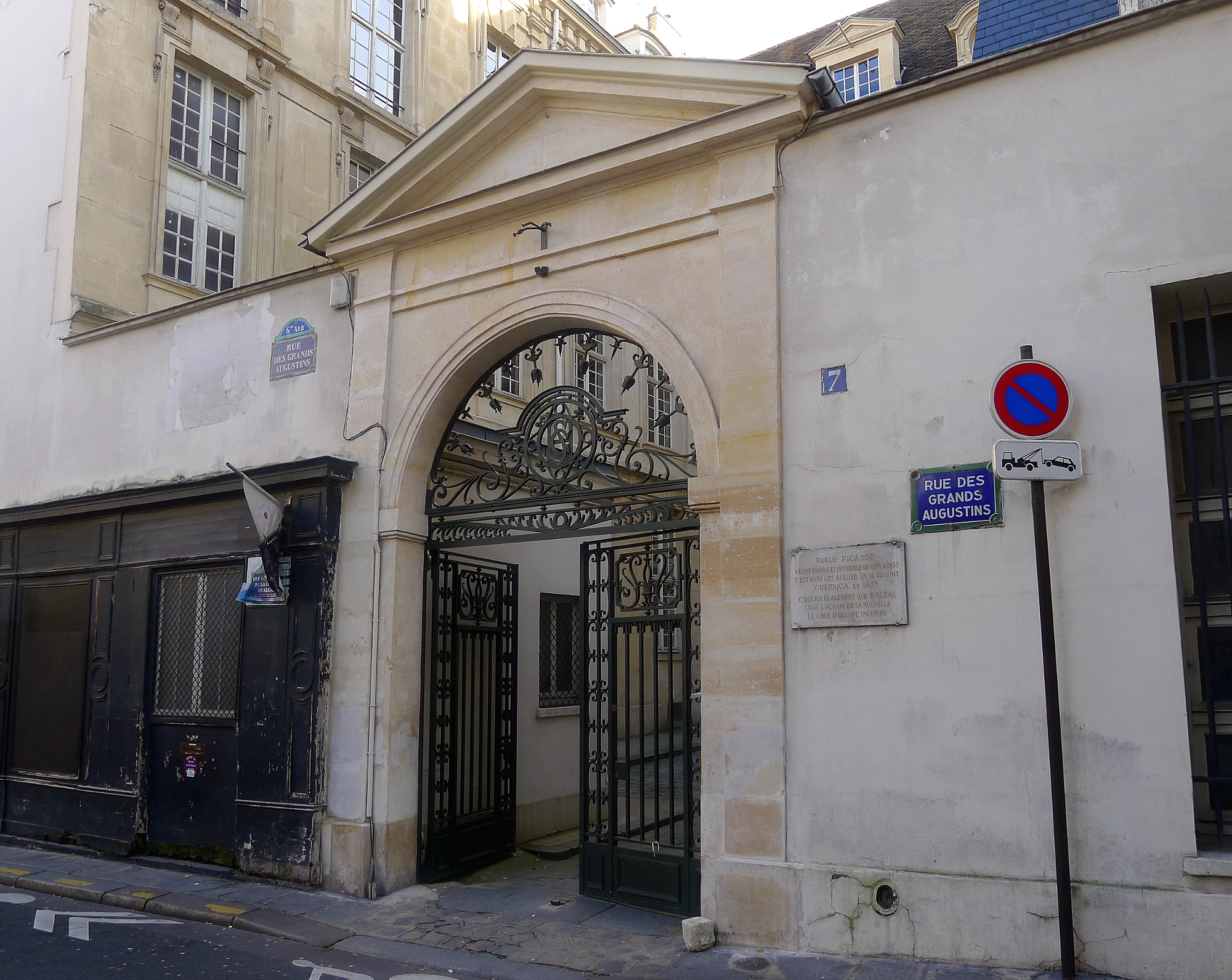
N°7 : immeuble du no 7.
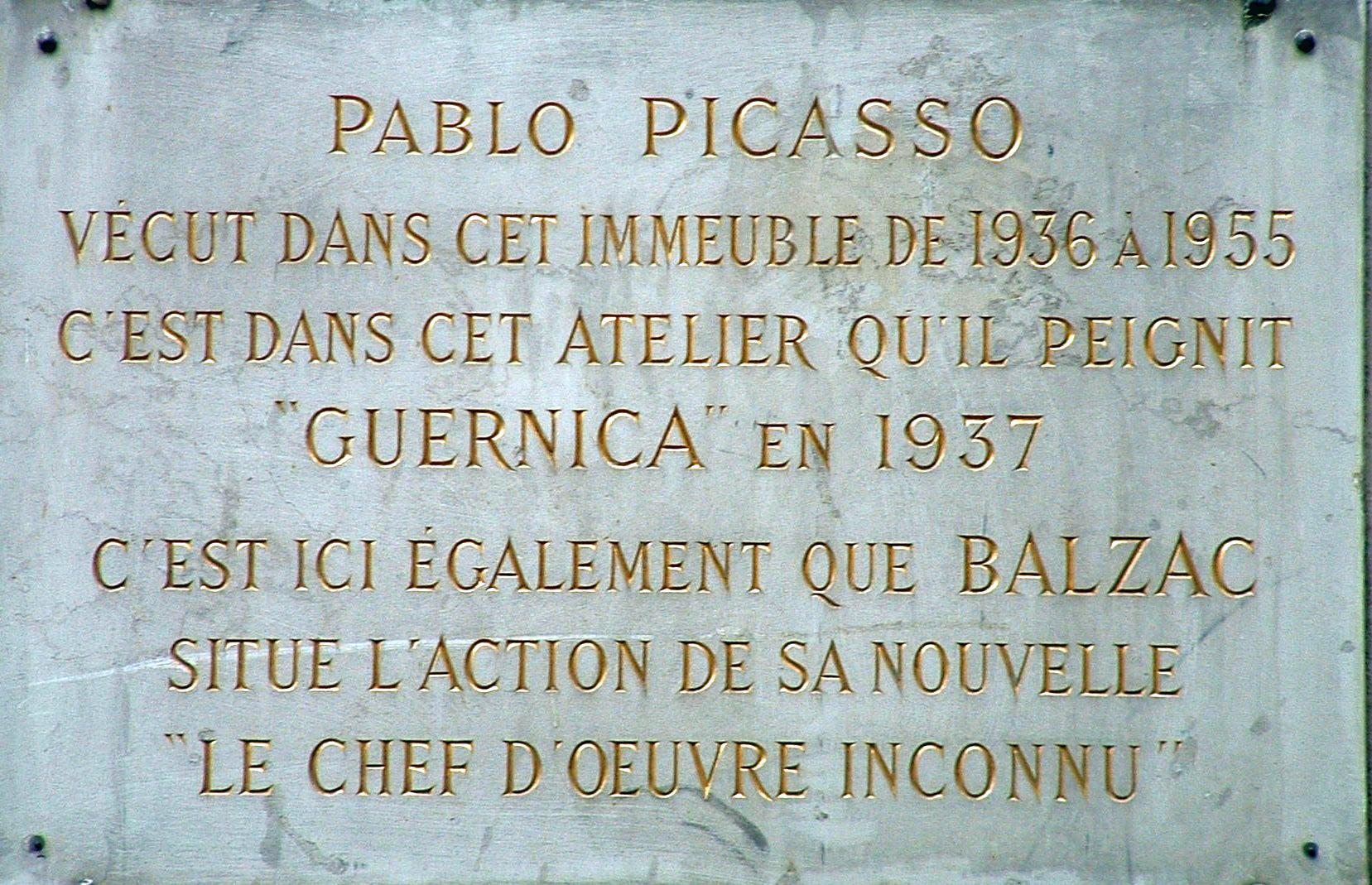
Plaque commémorative du no 7, où Honoré de Balzac a situé Le Chef-d'œuvre inconnu et où Picasso installa plus tard son atelier.
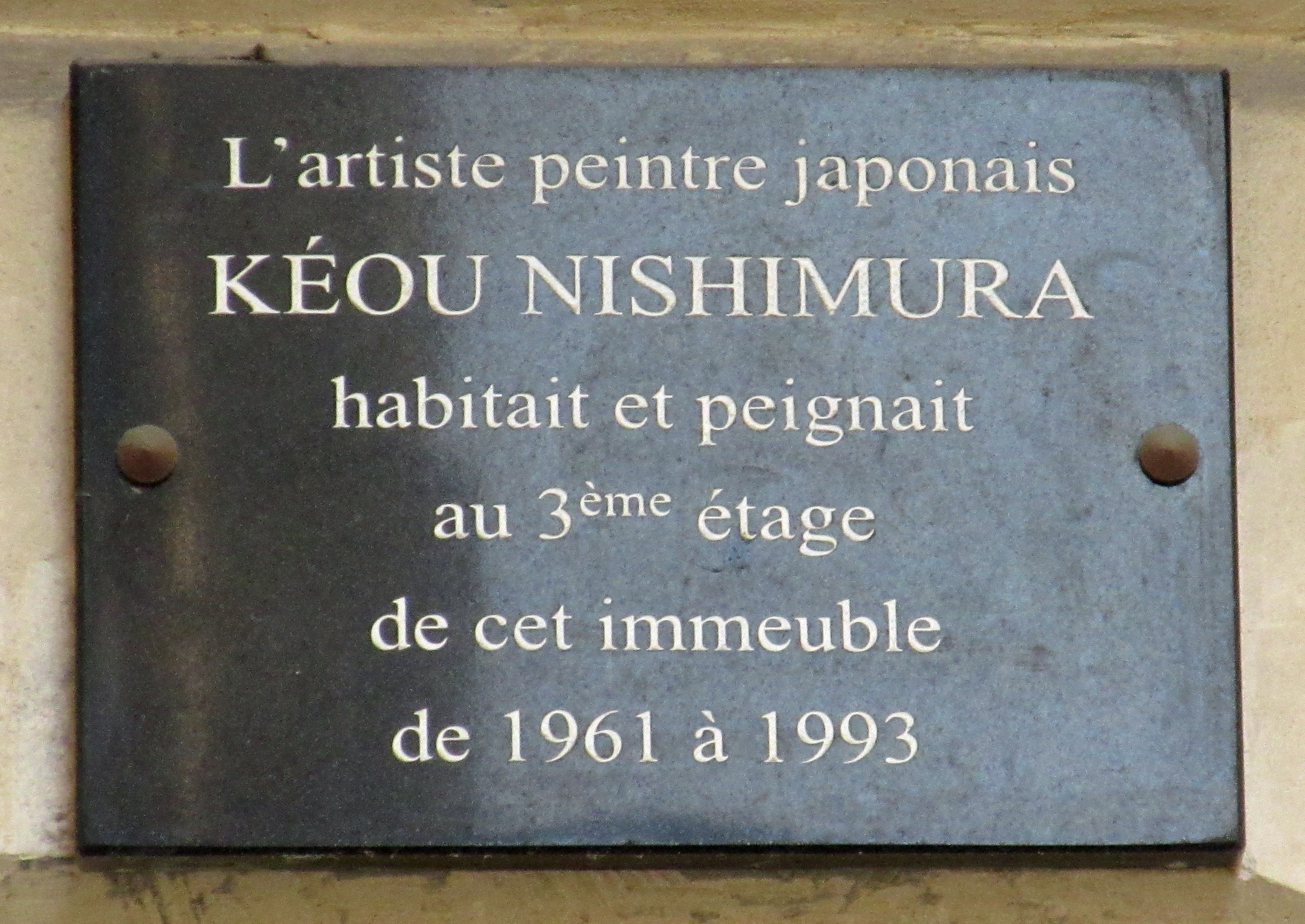
N°15 : plaque au no 15.
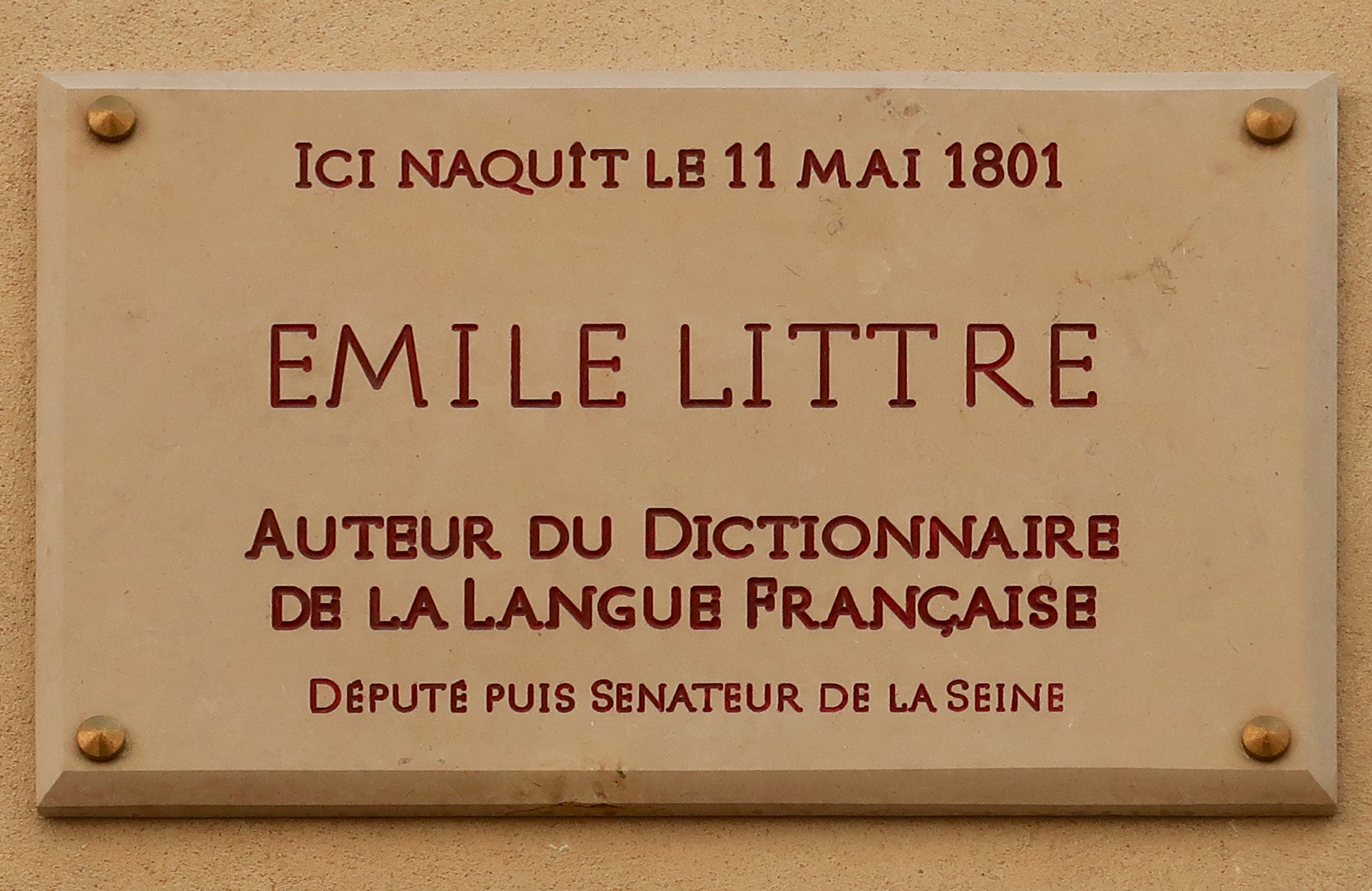
N°21 : plaque au no 21 (date de naissance erronée).
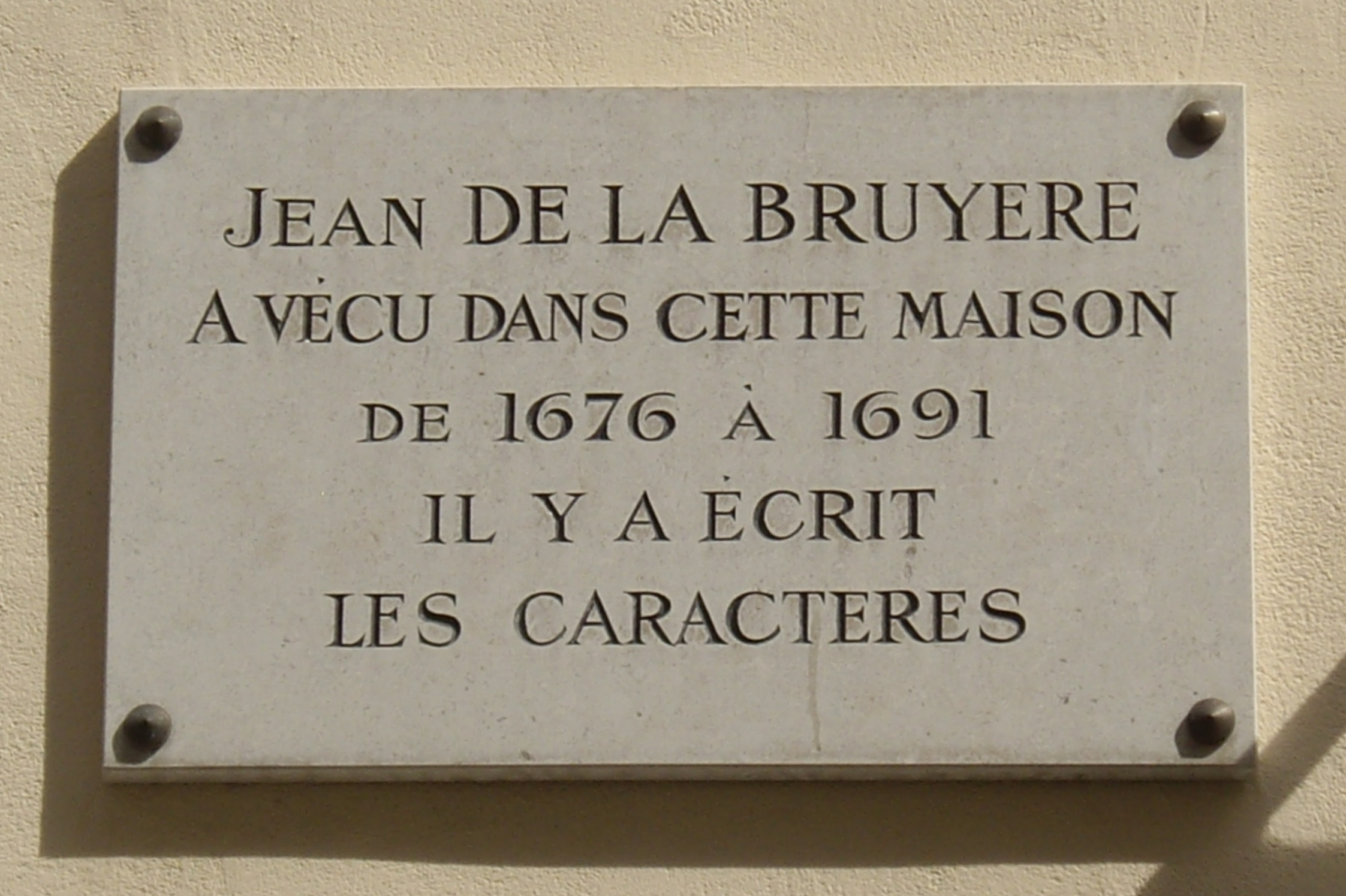
Plaque commémorative du no 25 : « Jean de La Bruyère a vécu dans cette maison de 1676 à 1691 ; il y a écrit les Caractères ».